# Waterberg (Distrikt)
Waterberg (englisch Waterberg District Municipality) ist ein Distrikt in der südafrikanischen Provinz Limpopo. Der Sitz der Distriktverwaltung befindet sich in Modimolle. Bürgermeister ist S. M. Mataboge.
Der Distrikt ist nach dem Waterberg-Gebirge benannt. Auf dem Gebiet befinden sich ausgedehnte Kohlefelder, davon wird ein Teil von Eskom verstromt. Im Gebiet von Thabazimbi gibt es Eisenerzminen. Außerdem gibt es noch nicht erschlossene Platinvorkommen.

## Gliederung
Die Distriktgemeinde wird von folgenden Lokalgemeinden gebildet:
- Bela-Bela
- Lephalale
- Mogalakwena
- Modimolle-Mookgophong (2016 entstanden aus der Vereinigung von Mookgophong und Modimolle)
- Thabazimbi

## Demografie
Gemäß der Volkszählung von 2011 war die Erstsprache zu 56,39 % Sepedi, 11,51 % Setswana, 8,26 % Xitsonga, 7,75 % Afrikaans, 3,98 % isiNdebele, 2,97 % Sesotho, 2,33 % Englisch, 1,84 % isiXhosa, 1,25 % isiZulu und 1,02 % Tshivenda. Auf einer Fläche von 44.913 km² lebten 679.336 Einwohner (Stand: 2022) und 745.758 Personen in 2016.

## Nationalparks und Naturschutzgebiete
- Marakele-Nationalpark
- Nylsvlei Nature Reserve 3.100 ha, 20 km südlich von Mookgophong
- Lapalala Nature Reserve
- Biosphärenreservat Waterberg, etwa 15.000 km² groß